# دروغ زیبا (فیلم)
دروغ زیبا (به انگلیسی: De vrais mensonges) فیلمی محصول سال ۲۰۱۰ و به کارگردانی پیر سالوادوری است. در این فیلم بازیگرانی همچون اودره توتو، ناتالی بای، سامی بواجیله، استیفن لاگارد، ژودیت شاملا، دانیل دووال ایفای نقش کرده‌اند.

## خلاصه داستان
یک روز یک نامه ی عاشقانه بدون نام به دست «امیلی» (اودره توتو) میرسد و او هم اون نامه را کپی کرده و برای مادرش که وضعیت روحی خوبی بعد از اینکه شوهرش ترکش کرده ندارد، ارسال می کند...